# Erik Ersberg
Erik Ersberg, född 8 mars 1982 i Sala är en svensk före detta ishockeymålvakt som spelade för bland annat HV71 i SHL. Han var den förste svenske målvakt som spelat för NHL-laget Los Angeles Kings där han även satte rekord att som rookie hålla nollan med 40 räddade skott.

## Spelarkarriär
Ersberg började sin hockeykarriär i Sala Hockey, för att sedan gå vidare till Västerås Hockey i HockeyAllsvenskan och spelade med klubben i fem säsonger innan han kontrakterades av HV71 inför säsongen 2005/2006. Som andremålvakt bakom Stefan Liv spelade han tio matcher i sin första Elitseriesäsong och slutade säsongen med en räddningsprocent på 92,91. I slutspelet 2005/2006 spelade han i två matcher där han räddade 85,71 % av alla skott.
Ersberg gjorde landslagsdebut i november 2006 mot Tjeckien under Karjala Tournament i Finland. Han blev även uttagen samma år till landslaget i Channel One Cup i Ryssland. Säsongen 2006/2007 blev han nominerad som kandidat nummer två till titeln Årets rookie.
 2007 tilldelades han priset Honkens trofé som årets målvakt.
2007 skrev Ersberg ettårskontrakt med Los Angeles Kings i NHL. Han startade säsongen 2007/2008 i Los Angeles Kings farmarlag Manchester Monarchs i AHL men blev uppkallad till NHL och fick göra NHL-debut i februari 2008 på hemmaplan mot Chicago Blackhawks. I mars noterades Ersberg för sin första seger i NHL genom att hålla nollan i Los Angeles Kings 2-0-seger över topplaget Ottawa Senators. Ersberg slog då Gary Edwards gamla klubbrekord i antal räddningar av en rookiemålvakt och blev därmed den första rookiemålvakten att hålla nollan med 40 räddningar..
Efter tre säsonger med Los Angeles Kings och Manchester Monarchs skrev Ersberg kontrakt med ryska klubben Salavat Julajev Ufa i KHL 2010. Kontraktet gäller säsongen 2010/2011.

## Meriter
- Kandidat till Årets rookie i Elitserien (1 av 4 spelare) 2007

- KHL
 Uttagen i All star laget 2011
 KHL Gagarin Cup mästare 2011
 Månadens spelare (Mars) 2011
 Flest hållna nollor i slutspelet (3)

- Landslag
 VM Silver (2011)

- Honkens trofé (årets målvakt) 2007

## Klubbar
- Sala HK (moderklubb)
- Västerås Hockey 1999/2000 - 2005/2006
- HV71 2005/2006 - 2006/2007
- Manchester Monarchs 2007/2008-2010
- Los Angeles Kings 2008-2010
- Salavat Julajev Ufa 2010-2012
- Donbass Donetsk 2012-2013
- Iserlohn Roosters 2013-2014
- HV71 2014-